# Conferència de l'ONU sobre el Canvi Climàtic 2018
La Conferència sobre el Canvi Climàtic 2018 de l'Organització de les Nacions Unides fou la 24a conferència de les parts de la Convenció Marc de les Nacions Unides sobre el Canvi Climàtic (COP 24), també coneguda com a Conferència del Canvi Climàtic de Katowice, ja que tingué lloc a la ciutat de Katowice, capital de la regió de Silèsia, Polònia, entre el 2 i el 14 de desembre de 2018. La conferència també incorporà la 14a reunió de les parts per al Protocol de Kyoto (CMP 14) i la 3a sessió de la 1a reunió de les parts per a l'Acord de París (CMA1-3), que establí les regles per a la implementació del Protocol de Kyoto.

## Context
Després que els Estats Units abandonessin l'Acord de Paris, la Xina tingué un paper destacat en l'organització de moltes de les reunions preparatòries en les setmanes anteriors. Al novembre de 2018, l'Organització Meteorològica Mundial publicà un informe que afirmava que els nivells de diòxid de carboni CO₂ atmosfèric del 2017 arribaven a les 405 parts per milió (ppm), un nivell que no s'havia assolit els darrers tres milions d'anys. L'octubre de 2018, el Grup Intergovernamental sobre el Canvi Climàtic (IPCC) publicà el seu informe especial sobre l'escalfament global d´1,5 °C (SR15).

## Discursos
El 3 de desembre el conegut naturalista britànic Sir David Attenborough digué als delegats de la conferència que: Ara mateix ens trobem davant un desastre a escala global provocat per l'ésser humà, la nostra major amenaça en milers d'anys: el canvi climàtic. Si no hi intervenim, el col·lapse de les nostres civilitzacions i l'extinció de gran part del món natural són a l'horitzó.

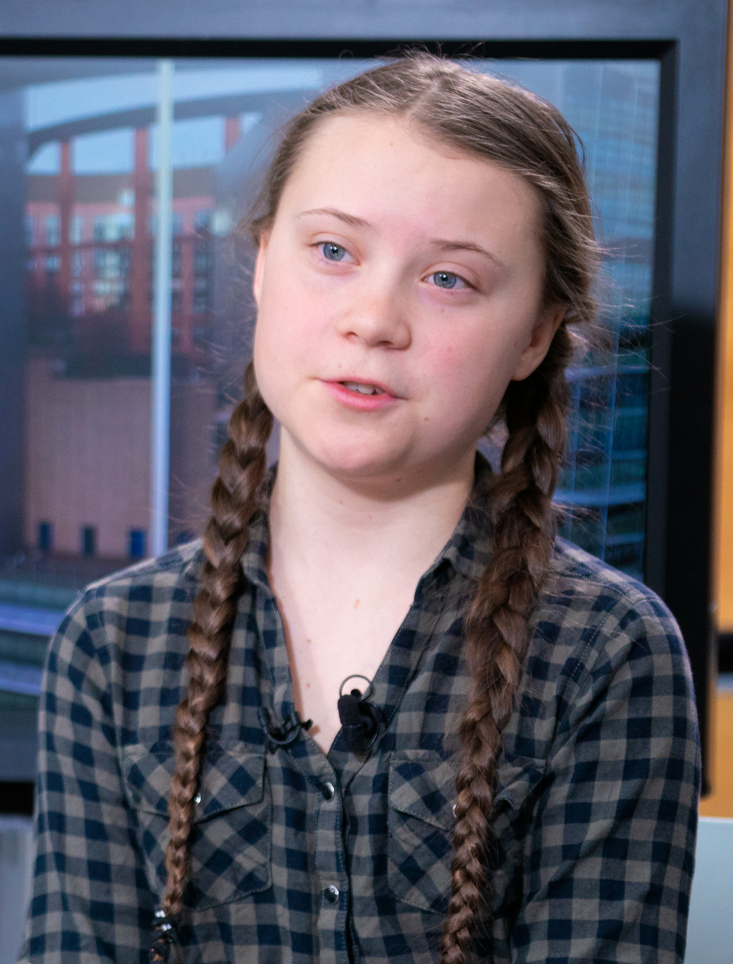
Greta Thunberg

El 4 de desembre, l'activista sueca del canvi climàtic Greta Thunberg, participà a la cimera i explicà la gravetat del problema d'aquesta manera: El que esperam poder aconseguir en aquesta conferència es que ens adonem que ens trobem davant una amenaça existencial. Aquesta és la crisi més gran a la que s'ha enfrontat la humanitat. Primer hem d'adornar-nos d'això i després el més ràpid possible fer alguna cosa per aturar les emissions i intentar estalviar allò que podem estalviar.
El mateix dia, es llegí una carta del 14è Dalai-lama on deia: “ El canvi climàtic no és una preocupació d'una o dues nacions. És un tema que afecta a tota la humanitat i tots els éssers vius d'aquesta Terra. Aquest bell lloc és la nostre únic lloc. Hem de prendre mesures serioses ara per protegir el nostre entorn i trobar solucions constructives per a l'escapament global”.
Al Gore, premi Nobel de la Pau i ex-vicepresident dels Estats Units, digué als delegats que s'enfrontaven a l'única elecció moral més important de la història de la humanitat.
António Guterres, secretari general de l'Organització de les Nacions Unides, digué: Ens acabem sense temps. Malbaratar aquesta oportunitat comprometria la nostra darrera millor oportunitat per aturar el canvi climàtic. No només seria immoral, sinó que seria suïcida. L'informe especial de l'IPCC és un reconeixement important del què suposaran les conseqüències de l'escalfament global més enllà d'1,5 graus per a milers de milions de persones a tot el món, especialment aquelles anomenades casa dels petits estats insulars, no és una bona notícia, però no ens podem permetre el luxe d'ignorar-ho.
Un funcionari energètic dels Estats Units, Preston Wells Griffith, director principal d'energia i medi ambient, el 10 de desembre afirmà: Creiem fermament que cap país hauria d'haver de sacrificar la prosperitat econòmica o la seguretat energètica per aconseguir la sostenibilitat ambiental. I afegí també: podem assolir tots els objectius i son complementaris. Durant el seu discurs, reforçà aquesta impressió: L'alarmisme no hauria de silenciar el realisme.

## Resultats

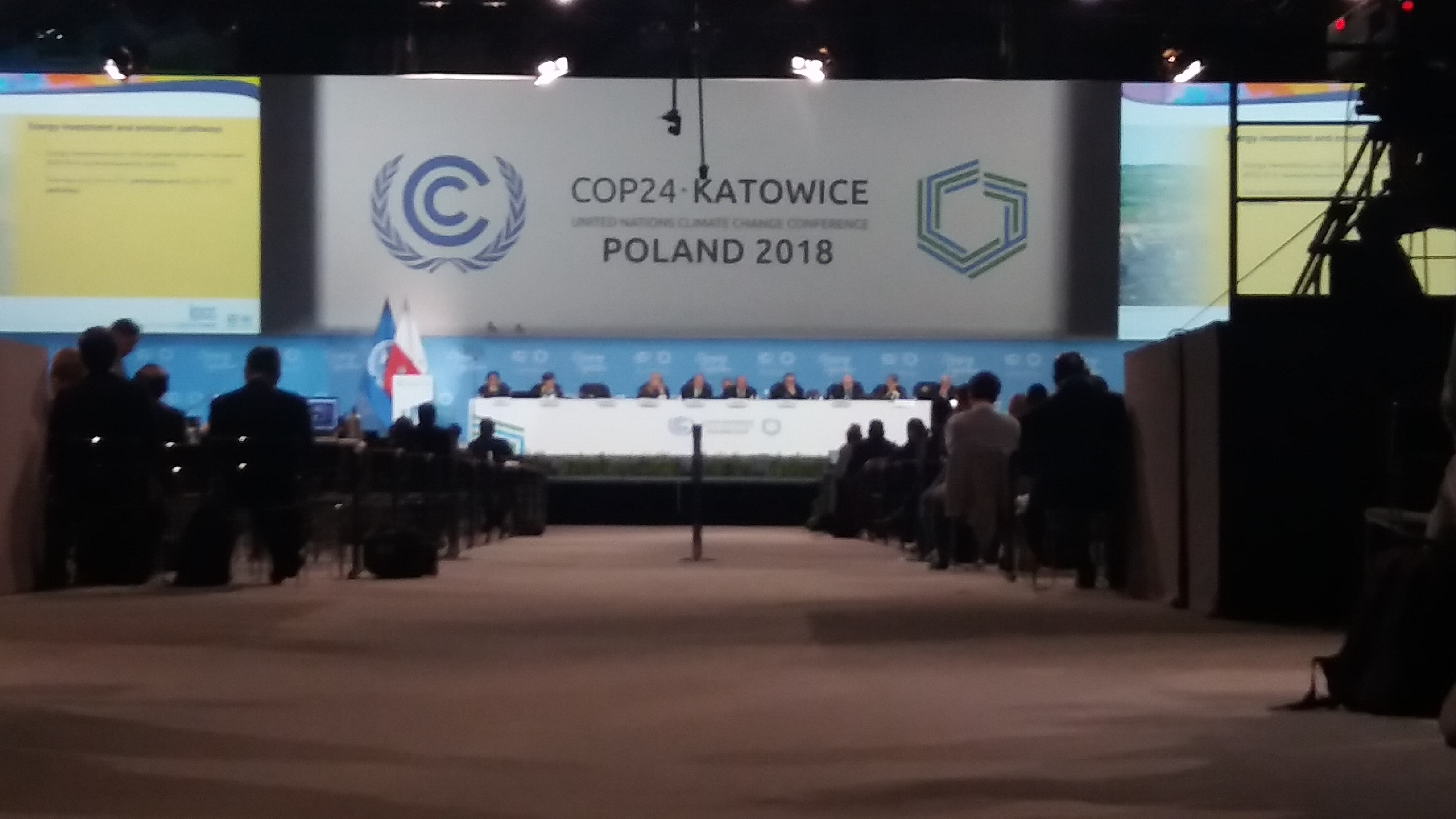
Plenari

A la conferència els participants acordaren posar en funcionament les normes de l'Acord de París a partir del 2020. Algunes dificultats alhora de posar-se d'acord entre les diferents parts, foren qüestions com: quines maneres tenim de millorar els tractats ja existents sobre les reaccions d'emissions; i les maneres d'ajudar econòmicament els països pobres, per poder reduir les seves emissions, d'acord amb l'informe de l'IPCC.
David Waskow, del World Resources Institute, digué que el tracte era Trobar un bon inici pels països que varen acceptar l'Acord de París. I afegí Això orientarà el moviment de la gent, i obligarà els altres països a tenir-hi part. Ara els països necessiten fer la seva tasca, incrementant els seus tractats sobre les emissions.
Alguns progressos que s'aconseguiren són:

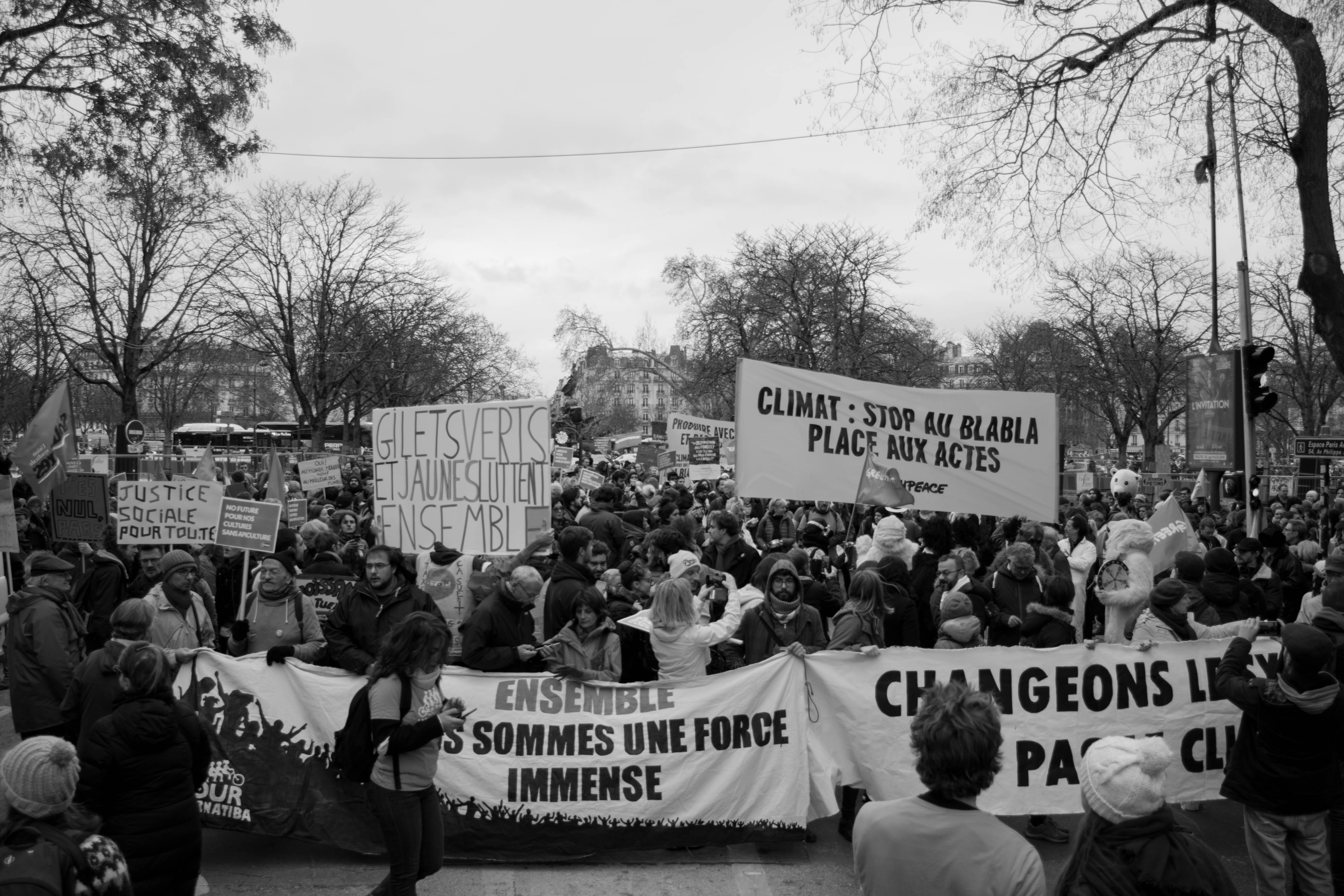
Marxa pel clima (París, 8 desembre 2018)

- 50 països signaren la “Solidarity and Just Transition Silesia Declaration”, presentada pel president de la conferència, Michał Kurtyka, secretari d'Estat del Ministeri del Medi Ambient polonès, la qual dona importància a la necessitat de reduir emissions que inclouen una transició del treball dirigida a crear treballs decents i de qualitat.
- La presidència polonesa presentà una iniciativa, anomenada “boscos pel clima”, destacant la importància dels boscos per resoldre els problemes climàtics.
- Alguns països, com ara l'Índia, Canadà, Ucraïna i Jamaica, es comprometeren a augmentar els seus compromisos pel clima.
- La majoria dels països que formen la “High Ambition Coalition”- incloent la UE, Regne Unit, Alemanya, França, Argentina, Mèxic i Canadà - varen prometre complir els seus objectius al 2020.
- Nous membres s'uneixen a l'Aliança del Carboni que, avui en dia, són un total de 80.

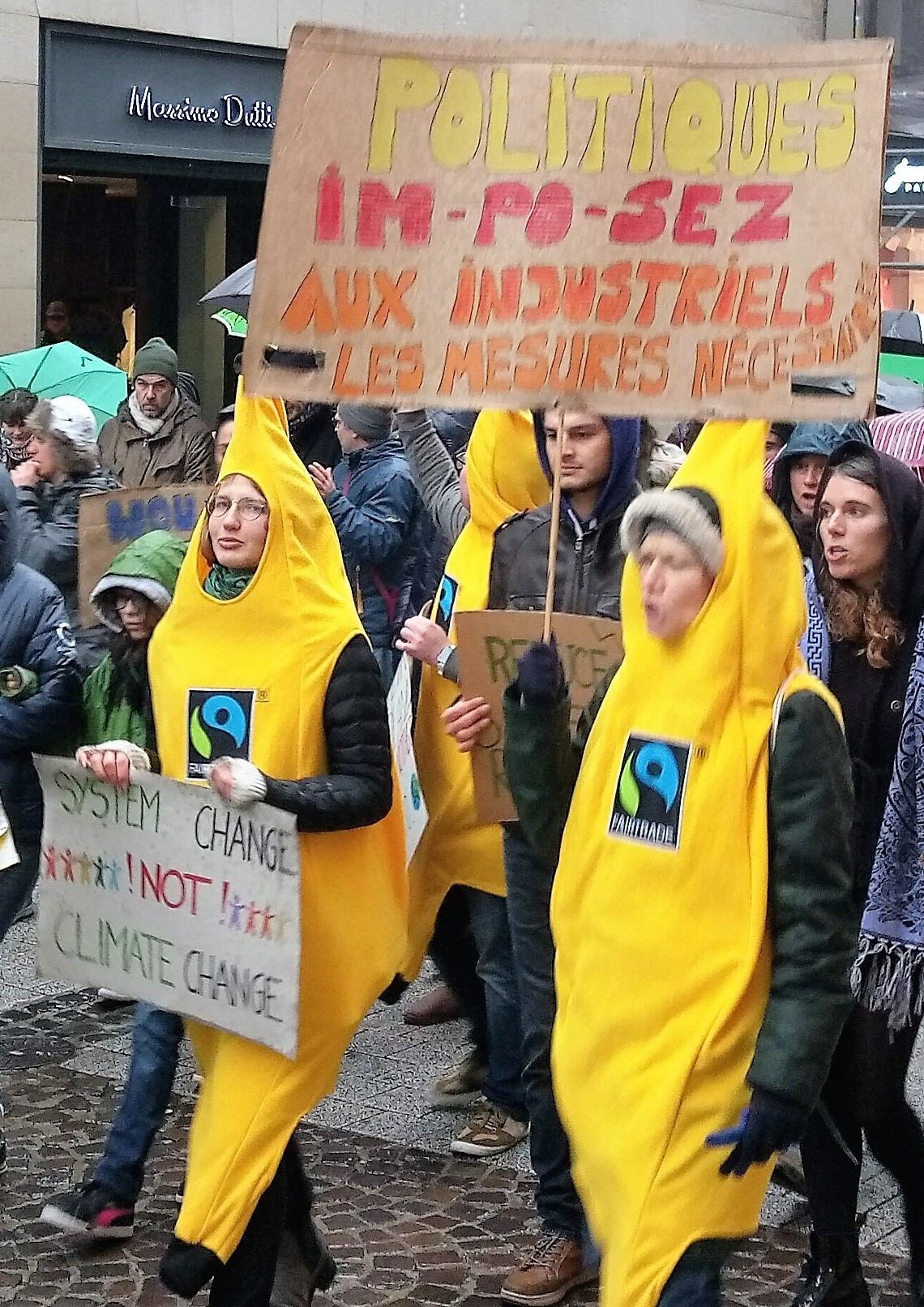
Marxa pel clima (Luxemburg, 8 desembre 2018)

- Marxa pel clima (Luxemburg, 8 desembre 2018)Alemanya aportà 70 milions d'euros al fons d'adaptació. Quantitats menors realitzades per França, Suècia, Itàlia i la UE elevaren el total fins 129 milions d'euros, un rècord anual de fons. Alemany també donarà 15 bilions d'euros per a la Fundació del Clima Verd, cosa que doblà la contribució del 2014. Noruega concedirà 516 mil dòlars a la Fundació del Clima Verd.
- El banc mundial proposa oferir 200 milions de dòlars per programes climàtics del 2021-2025, una quantia que és dues vegades major que l'oferiment del 2015-2020. També fou un dels nou bancs que es van comprometre a “alinear... les seves activitats” amb els objectius de l'Acord de París. Altres cinc bancs com ara la ING, BBVA, BNP Paribas, Société Générale i Standard Chartered, disposen d'un capital de 2,4 milions d'euros. A més, es van comprometre a ajustar l'alineació climàtica de l'entrega de documents per aconseguir l'objectiu d'un increment de la temperatura menor a la de 2 °C.
- El Regne Unit augmentarà en 100 milions de lliures pel finançament per a projectes d'energies renovables a l'Àfrica subsahariana, i també un augment de 170 milions de lliures per al finançament de donar suport a la creació de la indústria de baix contingut de carboni, només al Regne Unit, fins al 2040.
- Maersk, la companyia naviliera més gran del món, eliminarà notablement l'impacte sobre el carboni pel 2050 i es comprometé a vincular els objectius de la reducció del CO₂ a curt termini, amb la paga executiva a partir de l'any 2020.
- La COP 24 reconeix la validesa del termini temporal de l'Informe Especial de l'Escalfament Global: Augment d'un 1,5 °C abans del 2030 si s'han reduït les emissions en un 45% respecte als valors de 2010, i s'ha d'arribar a un balanç cero el 2050. En canvi, l'equip governamental de quatre països productors de combustibles fòssils i gasos (EUA, Rússia, Aràbia Saudita i Kuwait) rebutgen i congelen totalment l'ús de l'Informe Especial.[15]